# Aubrieta gracilis
Aubrieta gracilis är en korsblommig växtart som beskrevs av Wilhelm von Spruner och Pierre Edmond Boissier. Aubrieta gracilis ingår i släktet aubrietior, och familjen korsblommiga växter.

## Underarter
Arten delas in i följande underarter:
- A. g. glabrescens
- A. g. gracilis
- A. g. scardica